# Erhard Schmied
Erhard Schmied (* 16. Januar 1957 in Rüsselsheim) ist ein deutscher Autor und Schriftsteller.

## Leben
Erhard Schmied legte sein Abitur an einem Wirtschaftsgymnasium ab, danach studierte er Psychologie. Ein Schreibseminar von Arnfrid Astel an der Saarbrücker Universität des Saarlandes (Saarbrücker Schule) weckte sein Interesse an der Schriftstellerei. Zu Beginn der 1980er-Jahre begann er mit dem Schreiben von Gedichten und Kurzgeschichten, 1984 war Schmied Stadtteilautor von St. Johann. Nachdem die Idee für eine Tatort-Folge erfolgreich umgesetzt werden konnte (Blue Lady mit Jochen Senf als Kommissar Palu), besuchte Schmied die Drehbuchwerkstatt München. 1999 und 2000 folgten die Drehbücher für zwei weitere Tatort-Folgen aus Saarbrücken.
Schmied verlegte sich nun ganz auf das Schreiben von Drehbüchern und insbesondere von Hörspielen, ferner auch von Theaterstücken für Kinder und Jugendliche. Hin und wieder bearbeitet er Stoffe für verschiedene Medien. Beispielhaft sei an dieser Stelle Bloß weg hier genannt, das 2004 zunächst in einer Theaterfassung für Kinder erschien und ein Jahr später als Hörspiel gesendet wurde. 2016 schließlich wurde es unter dem Titel Unheimlicher Besuch als Kurzroman bearbeitet und in einem Lehrerfachverlag veröffentlicht. Zwischen 1990 und 1994 schrieb Schmied zahlreiche Folgen der legendären Hörfunkreihe Papa, Charly hat gesagt…, seit 2010 verfasst er im Wechsel mit Madeleine Giese die Bücher für den Radio-Tatort des Saarländischen Rundfunks.
Darüber hinaus leitet Schmied Workshops und Seminare im In- und Ausland, unter anderem für die Friedrich-Bödecker-Kreise im Saarland und in Rheinland-Pfalz, das Museum Pfalzgalerie Kaiserslautern, die Kantone Zürich und Luzern oder das Goethe-Institut Paris. An der Universität des Saarlandes und der Pädagogischen Hochschule Luzern hat er Lehraufträge für Dramaturgie, szenisches Schreiben und Hörspiel.
Erhard Schmied ist verheiratet, hat zwei Kinder und lebt in Saarbrücken.

## Filmografie (Auswahl)
- 1990: Tatort – Blue Lady (mit Charlie Bick)
- 1997: Die Rättin (Co-Autor)
- 1999: Tatort – Strafstoß (mit Peter Zingler)
- 2000: Tatort – Die Möwe
- 2005: Siebenstein (1 Folge)
- 2012: L'envol – Die Rückkehr (Kurzfilm)
- 2014: Ein Fall für TKKG (9 Folgen)
- 2020: Der Winkelgast (Dokumentarfilm)

## Hörspiele (Auswahl)
- 1987: Heißer Nebel – Regie: Stefan Dutt
- 1990–1994: Papa, Charly hat gesagt… (19 Folgen) – Regie: Stefan Dutt u. a.
- 1996: Zorro – Regie: Alexander Schuhmacher
- 1997: So oft sie wollen – Regie: Götz Fritsch
- 2001: Schöner Wohnen – Regie: Heidrun Nass
- 2002: Verdammt heiß hier – Regie: Günter Maurer und Benno Schurr
- 2005: Freier Fall – Regie: Barbara Plensat
- 2005: Bloß weg hier – Regie: Thomas Werner
- 2005–2012: Die kuriosen Fälle des Kommissar Rothmann (Kurzhörspiele/7 Staffeln à 5 Folgen) – Regie: Jürgen Dluzniewski
- 2006: Kurbad Kernau – und zurück – Regie: Christoph Pragua
- 2007: Das erste Mal (5 Folgen) – Regie: Wolfgang Rindfleisch
- 2008: Melancholischer Abgang – Regie: Christoph Pragua
- 2008: Radio-Tatort: Gewehr bei Fuß – Regie: Stefan Dutt
- 2009: Ein Fall für Krämer und Paquet (5 Folgen) – Regie: Stefan Dutt
- 2009: Kolibri – Regie: Christoph Pragua
- 2010: Radio-Tatort: Hoffnungsschimmer – Regie: Stefan Dutt
- 2011: Radio-Tatort: Gute Besserung – Regie: Stefan Dutt
- 2011: Mörderisch gute Hits (5 Folgen) – Regie: Wolfgang Rindfleisch
- 2012: Gut und Böse – Regie: Angeli Backhausen
- 2013: Radio-Tatort: Grüße aus Fukushima – Regie: Stefan Dutt
- 2013: Die Spur des Geldes – Regie: Christoph Pragua
- 2014–2017: Selma und Max (Kinderkurzhörspiele/4 Staffeln à 5 Folgen) – Regie: Annette Kurth
- 2015: Radio-Tatort: In fremder Erde – Regie: Stefan Dutt
- 2015: Schreckmümpfeli: Hauptsache, gut versichert – Regie: Margret Nonhoff
- 2016: Das letzte Geschenk – Regie: Christoph Pragua
- 2017: Radio-Tatort: Alles fließt – Regie: Stefan Dutt
- 2017: Schreckmümpfeli: Himmelspforten – Regie: Zita Bernet
- 2019: Radio-Tatort: Über die Dörfer – Regie: Matthias Kapohl
- 2022: Crash – Ermittlungen im Raser-Milieu – Regie: Thomas Werner[4]
- 2023: Radio-Tatort: Dein Freund und Helfer – Regie: Matthias Kapohl

## Schriften (Auswahl)
- 1984: Lass dich nicht von fremden Männern anmachen, Verlag Queisser, Lebach, ISBN 978-3-921815-46-5
- 1985: Die andere Seite des Wahnsinns, Verlag Günther und Elenz, Trier, ISBN 978-3-923988-06-8
- 1986: Wie eine Herde Delphine, Ed. prima vista, Gelsenkirchen, ISBN 978-3-924980-11-5
- 1997: Eine Sehnsucht anderer Art, Ed. Trèves, Trier, ISBN 978-3-88081-329-8
- 2014: Null Bock auf Job!, Verlag Persen, Hamburg, ISBN 978-3-403-23400-5
- 2015: Radio Lukas on Air, Verlag Persen, Hamburg, ISBN 978-3-403-23499-9
- 2016: Unheimlicher Besuch, Verlag Persen, Hamburg, ISBN 978-3-403-23606-1

## Theaterstücke für Kinder und Jugendliche (Auswahl)
- Tina und Mücke (UA: Kammermusiktage Mettlach, 1995)
- Forever Young (UA: Theater Überzwerg, 1997)
- Vier aus Papier (UA: Theater Überzwerg, 2000)
- Bloß weg hier (UA: Theater Überzwerg, 2004)
- 102Komma7 (UA: Teatrul Mihai Popescu (Rumänien), 2010)
- Was geht ab? (UA: Zweite Chance Saarland e. V., 2010)
- Des Kaisers neue Kleider (UA: Theater Überzwerg, 2020)

## Auszeichnungen (Auswahl)
- 1986: Literaturpreis Ruhr (Förderpreisträger)
- 2001: 3. Platz und Publikumspreis bei der Marburger Kinder- und Jugendtheaterwoche für Vier aus Papier
- 2002: Nominierung zum Deutschen Kindertheaterpreis für Vier aus Papier
- 2003: Hans-Bernhard-Schiff-Literaturpreis

ferner diverse Stipendien:
- Drehbuchwerkstatt München
- Schloss Wiepersdorf
- Arbeitsstipendium der Villa Massimo in Olevano
- Paul Maar Stipendium für Kinder- und Jugendtheater